# Ampsivaren
De Ampsivaren (Latijn: Ampsivarii) waren een Germaanse stam die in de 1e eeuw na Chr. in het noordelijke stroomgebied van de Eems (Duitsland) verbleef. De naam betekent vermoedelijk “Bewoners bij (het gebied van) de Eems”.

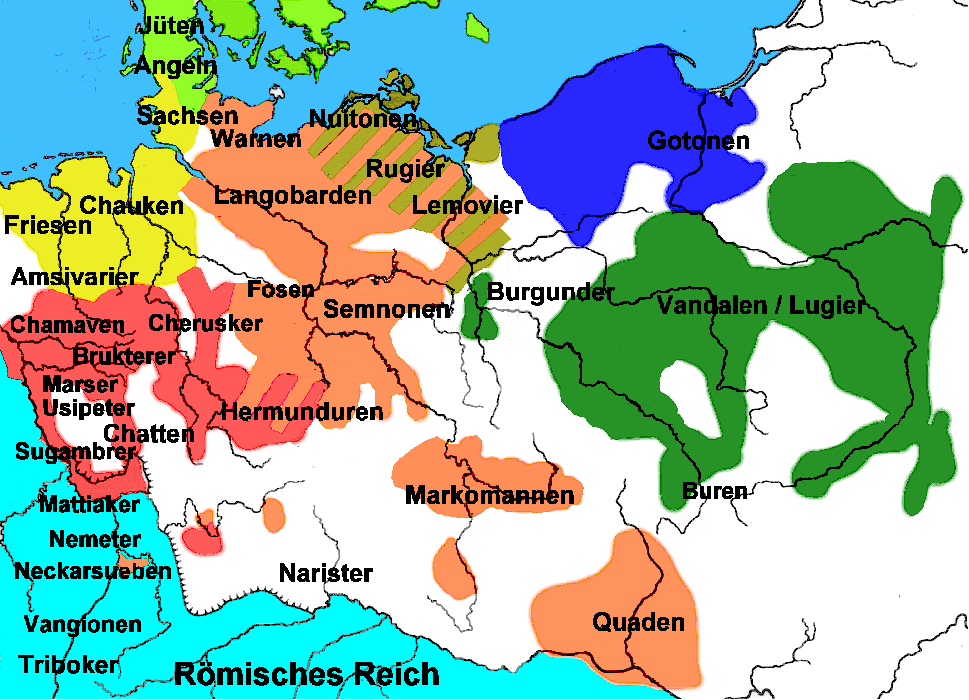
Kaart der Germaanse stammen

In zijn Annales vertelt Tacitus een tragisch verhaal over deze stam. Kort voor of in 58 waren de Ampsivarii die onder leiding stonden van Boiocalus uit hun stamland verdreven door de Chauken. In zijn zoektocht naar een nieuw vestigingsgebied aan de rechteroever van de Rijn had Boiocalus een ontmoeting met de opperbevelhebber van de Neder-Germaanse legioenen, Dubius Avitus. In een dramatisch verzoek richtte Boiocalus zich tot de Romein. Hij vertelde hoe hij persoonlijk het slachtoffer was geweest van de strijd van Arminius tegen de Romeinen (Boiocalus was op bevel van Arminius gevangengenomen). Verder memoreerde hij de jarenlange loyaliteit van de Ampsivarii aan de keizer Tiberius en de veldheer Germanicus. Ten slotte sprak hij zijn verbazing uit dat het door de Ampsivarii verlangde land niet bewoond was en daarom heel goed door hen in bezit genomen kon worden. Daarna leek Boiocalus in een soort gebed te verzinken waarin hij de zon en de hemellichamen opriep hem steun te verlenen.
Avitus was onder de indruk van de toespraak, maar weigerde Boiocalus zijn volk naar het bewuste land te leiden. Boiocalus reageerde verbitterd en organiseerde een coalitie tussen Ampsivarii, Bructeren en Tencteren voor een strijd tegen Avitus. Met de hulp van de commandant van de legers in Boven-Germanie, Curtilius Mancius, wist deze de Ampsivarii echter gemakkelijk te isoleren waardoor Boiocalus zich gedwongen zag verder terug te trekken in Germania, waar ze echter als indringers werden gezien.
De Ampsivarii worden voor het laatst vermeld in de Notitia Dignitatum uit het eerste kwart van de 5e eeuw.